# جولیان روزفلت
جولیان روزفلت (آلمانی: Julian Rosefeldt؛ زادهٔ ۱۹۶۵) هنرمند کارگردان، فیلم‌نامه‌نویس و تهیه‌کننده فیلم اهل آلمان است. از آثارش مانیفست (۲۰۱۵) را می‌توان نام برد.